# 沢村忠
沢村 忠（さわむら ただし、1943年〈昭和18年〉1月5日 - 2021年〈令和3年〉3月26日）は、日本のキックボクサー。剛柔流空手道参段。満洲国出身。本名：白羽 秀樹（しらは ひでき）。娘はタレントの白羽玲子。半生を描いた漫画やアニメの『キックの鬼』の影響により、世間からは「キックの鬼」と呼ばれていた。

## 来歴
幼少より祖父から剛柔流空手道を習う。祖父からは中国武術も習っていた模様。幼少期には子役として「劇団そらまめ」という児童劇団に入っており、将来は役者を目指していた。実際に中学3年生のときには新東宝の新東宝スターレットに合格し、「城哲也」の芸名でテレビドラマ等へ出演していたが、新東宝の倒産に伴い芸能活動休止を余儀なくされる。
その後法政大学第一高等学校を卒業し、大映に入社。大映の研修の一環として日本大学芸術学部映画科に入学した。この頃は俳優の道を諦め脚本家を目指していたようで、在学中に執筆した脚本がテレビドラマで採用されたこともあるという。一方で、大学でも名門の日本大学芸術学部剛柔流空手部に入り、在学中には全日本学生空手道選手権で優勝。60戦無敗であった。野口修はその実力を評価し、キックボクシングに勧誘し、結局大学を卒業すると同時に大映を退社、野口ジムに入る。
1966年（昭和41年）4月に日本キックボクシング協会が旗揚げされ、リングネームを“沢村忠”として参戦。リングネームは、1964年（昭和39年）に空手道代表としてルンピニー・スタジアムでムエタイ選手と対戦してKO勝利した中村忠に由来する。野口はその強さにあやかり、「沢村忠」と命名した。大阪府立体育館で行われたデビュー戦は“空手vs.ムエタイ”と銘打たれた試合で、ラークレイ・シーハーマンを2RKO勝利した。6月にはリキパレスで、ムエタイのルンピニーフェザー級8位のサマンソー・アディソンと対戦したが、16度のダウン（19の報道もあり）を奪われ25ヶ所以上の打撲を負い、4RKO負けを喫した。
しかし、この敗北を機に特訓を積み、当時、YKKアワー キックボクシング中継の実況をしていた石川顕（当時：東京放送アナウンサー）が命名した真空飛び膝蹴りや飛び前蹴りを武器にKOを重ね、活躍。1973年には三冠を達成したプロ野球の王貞治（読売ジャイアンツ）を抑え、日本プロスポーツ大賞を獲得した。この当時は1969年（昭和44年）の「週刊少年チャンピオン」（秋田書店）創刊号をはじめ、「週刊少年マガジン」（1968年47号）など幾つか一般雑誌の表紙を飾る人気だった。
1976年（昭和51年）7月2日に最終試合を行い、翌年の10月10日に引退式を行った。最終成績は、241戦232勝（228KO）5敗4分（一説には500戦以上戦歴があるともされている）であった。
一時期死亡説が出回った。
梅宮辰夫と結婚・スピード離婚した銀座「姫」のホステス・大門節子と婚約した後、すぐに解消した。沢村は結婚する気がなく、マスメディアに大きく報道されたため、TBSテレビの部長に相談したら「美談になるからとにかく発表しちゃえ。発表すればスキャンダルにならずに済む」とアドバイスし、その通り、婚約発表後は2人の前途を祝福する記事で溢れたが、結局婚約解消している。引退後は、格闘技界との関係を全て断ち切り、自動車の修理販売業を営むかたわら、子供達に空手を教えていた。パチンコ台販売会社・セイブシステムリンクの常務取締役でもあった。
2021年3月26日、千葉県の病院で死去。78歳没。前年夏に血痰が出るなど体調が悪化し、肺がんが進行した状態で見つかったという。その後は療養中だった。

## 人物
沢村の現役最盛期には、実況席まで血しぶきが飛んでいた。
佐山聡は「沢村さんは、テレビのスターみたいに祭り上げられるのは本意じゃなかった」と語っている。
沢村の試合の殆どはショーであったとされるが、当時の沢村を知るものの多くは沢村が実戦を志向しており実力も備わっていたと証言している。沢村の対戦相手はきちんとした現役の選手であり、当時の時代背景上シュートを仕掛けられるリスクもあったため、実力は備わっていなければならなかった。また、ショーを成立させるためにも実力は必要であった。
沢村はまったく「アルコールを受け付けない体質」であった。

## 獲得タイトル
- 日本キックボクシング協会東洋ミドル級王座（防衛14）
- 日本キックボクシング協会東洋ライト級王座（防衛20）

## 歌
- いかす街だぜ（1969年、歌手デビュー作）[15]
- キックの鬼（1970年。アニメ「キックの鬼」主題歌。B面は同エンディングテーマ「キックのあけぼの」）

## 書籍等
いずれも監修である。
- 『キックボクシング入門 観戦の手引き』秋田書店<カラー版 ジュニア入門百科>、1969年
- 『闘技入門』産報<サンポウ・ダイナミックス>、1972年

## 出演

### 映画
- ごろつき （1968年） - キックボクサー
- 任侠興亡史 組長と代貸 （1970年、東映）
- 極悪拳法 （1974年6月29日、東映）- 辰巳丑寅

### テレビドラマ
- 帰ってきたウルトラマン 第27話「この一発で地獄へ行け!」（1971年、TBS） - 本人[注 1]
- 変身忍者 嵐 第36話「耳をふさげ! 地獄の呼び声だ!!」（1972年、MBS） - 百地三太夫の弟子・沢村忠[注 2]
- ザ・ボディガード 第2話「よみがえる栄光の日々」（1974年、NET）  - 一文字竜
- 闘え!ドラゴン 第21話「黒い殺しのライダー」（1974年、東京12チャンネル）  - 木枯らし

### パチンコ
- CRキックの鬼 - 2005年（平成17年）

## 題材とした作品
- 『キックの鬼』 - 原作：梶原一騎、作画：中城けんたろうの漫画、およびそれを原作とするテレビアニメ
- 『キックの鬼 沢村忠物語かるた』梶原一騎、光明社、1970年発売
- 『キック魂』 - 原作：梶原一騎、作画：南波健二
- 『格闘王V』 - 原作：梶原一騎、作画：みね武
- 驚きももの木20世紀・キックの鬼 沢村忠の真実（1999年、朝日放送） - 放送当時の生活を紹介

また、水木しげるの漫画『コケカキイキイ』に登場する。

## 由来する名称
ポケットモンスターのキャラクターの一種であるサワムラーは、沢村の名を元にしてつけられた。